# Fuite de capitaux anglais de 1774
La fuite de capitaux anglais de 1774 est un épisode de l'histoire économique britannique qui se traduisit par la sortie massive du Royaume de pièces d'or et d'argent. Mais les billets de banque compensant pour la première fois l'absence de pièces, la crise financière n'entraîna pas de crise économique, la Révolution industrielle ayant plutôt tendance à s'accélérer.
L'Angleterre est alors à la veille de la guerre d'indépendance des futurs États-Unis, l'une de ses colonies, qui aura lieu entre 1776 et 1784, mais dont les prémices se font sentir. Cette guerre va ponctionner les finances du royaume et menacer des marchés d'exportation. Même avant la guerre, une fiscalité élevée règne dans l'île et dans son empire, beaucoup plus élevée que sur le continent européen, suscitant la lassitude de nombreux épargnants, qui vont prendre peur au moment du déclenchement de la guerre.
Cependant, l'économie anglaise résiste grâce à la présence, plus tôt que dans d'autres pays, de nombreux billets de banque, acceptés et reconnus grâce à l'héritage de la Révolution financière britannique, qui a créé dès 1694 la Banque d'Angleterre.
En 1774, l'Angleterre laisse fuir ses pièces d'or et d'argent. Cette situation, anormale à première vue, ne la trouble pas : « le haut de la circulation monétaire est déjà occupé chez elle par les billets de la banque d'Angleterre et des banques privées », explique l'historien Fernand Braudel.
La conséquence de cet épisode sera le vote en 1797 du Bank Restriction Act, lorsque la fuite des capitaux reprend et s'aggrave, sur fond de guerres napoléoniennes et d'anticipation du futur blocus continental. Cette loi d'exception suspend pour six semaines la convertibilité en or des billets de banque émis par la Banque d'Angleterre. La suspension va en réalité durer 24 ans et la convertibilité en or des billets de banque ne sera de nouveau possible qu'en 1821, dans le cadre de l'Act for the Resumption of Cash Payments.
Le pays avait déjà connu, mais beaucoup plus tôt, deux épisodes du même type, jugés plus préoccupants à leur époque : la crise monétaire anglaise des années 1550, puis, un siècle et demi plus tard, la crise monétaire anglaise des années 1690. Tous deux furent résolus par la frappe d'une nouvelle monnaie afin de pallier la perte de confiance dans les pièces d'argent-métal.
La fuite de capitaux anglais de 1774, et celle qui intervient avant 1797, ont cependant vidé les circuits de la petite et moyenne monnaie. Un peu plus tard en France, sous la révolution, le scandale des assignats a partiellement entamé la confiance dans le papier monnaie, même si un industriel anglais comme John Wilkinson achète des assignats, pour les soutenir.
Près de 40 millions de shillings sont frappés en Angleterre entre 1816 et 1820, ainsi que 17 millions de demi-couronnes et 1,3 million de couronnes. Ainsi, en 1848, la masse monétaire cumulée de la France, l'Angleterre et les États-Unis se compose encore à 63 % d'espèces métalliques et seulement à 20 % de billets de banque.